# تیمور آجار
تیمور آجار (انگلیسی: Timur Acar؛ زادهٔ ۲۲ دسامبر ۱۹۷۹) بازیگر اهل ترکیه است. وی از سال ۲۰۰۷ میلادی تاکنون مشغول فعالیت بوده‌است.
از فیلم‌ها یا برنامه‌های تلویزیونی که وی در آن نقش داشته‌است می‌توان به عشق به زبان دیگر اشاره‌کرد.